# Tecnophármakos
Se le denomina tecnophármakos a las tecnologías sociodigitales que abarca un conjunto de infraestructuras, máquinas, diseños, algoritmos, interfaces y prácticas que se conectan a Internet y funcionan en conjunto para provocar afectos y efectos en la humanidad, tales como percepciones o emociones, exaltación de sensaciones; sobrestimulaciones, así como la influencia en determinados modos de pensar y actuar.

## Historia
Tecnophármakos es una palabra de origen griego que se desprende de pharmakon que significa medicina y veneno al mismo tiempo. Esta palabra es utilizada por las ciencias sociales y humanas para describir la adicción a diversos servicios digitales a través de la tecnología y con ello, generar reflexión sobre cómo los avances tecnológicos y el consumo de servicios digitales, impactan la vida cotidiana. Con este enfoque se busca comprender las implicaciones y desafíos de las tecnologías a manera de encontrar un equilibrio, sin caer en la adicción y dependencia.
En la actualidad, distintos grupos de poder, tales como industrias, emprendedores, influencers, creativos y agrupaciones políticas, no solo buscan promover un mensaje, sino que han encontrado estrategias para incidir en nuestras experiencias más cotidianas con el fin de posicionar hábitos, consumos, formas de pensar y estilos de vida. Así, las organizaciones de mayor rendimiento y expansión invierten en inteligencia de datos para monitorear el éxito de sus conceptos o productos en Internet, tomando en cuenta: la circulación digital de publicidad multimedia; las controversias de moda; los temas o noticias que provocan humor, indignación o morbo —los trends o trendings—; y las emociones e interacciones más populares en línea. Sin embargo, los objetivos de las élites van más allá del marketing, porque, además de conocer a sus públicos conectados, innovan tácticas para enganchar a las y los usuarios mediante discursos, estéticas y diseños que despiertan la atención, demandan interacciones o expresiones, y garantizan el tiempo ante pantalla.
El primero que planteó que las tecnologías de la red podían ser un phármako fue el filósofo francés Bernard Stiegler, quien señaló al respecto:
(...) la búsqueda de control social por parte de varias asociaciones de orden político, comercial o cultural recibe el nombre de neuropoder, y se centra en crear narrativas altamente seductoras que se vinculan con las aspiraciones, temores, placeres, vergüenzas o fantasías de diversas comunidades. De este modo, el capitalismo deja de limitarse a la oferta y demanda de bienes, causas o servicios, para apelar a la formación de afectos y efectos; es decir, sensaciones, percepciones y sentimientos que generan necesidades, motivan comportamientos y abren nuevos mercados.
Años más tarde, la idea fue postulada por un grupo  estudio integrado por Joshua Neeves, Aleena Chia, Susanna Paasonen y Ravi Sundaram, quienes comentan que phármakon había sido usado por Paracelso, Galeno o Avicena, como una pócima de dos efectos contrarios; por un lado, estimulaba o intoxicaba, y por otro, adormecía y aliviaba.  De ahí que era veneno y remedio a la vez, así como potencia de muerte o vida.